# Ebbw Vale
Ebbw Vale (en anglais : Ebbw Vale, Glynebwy en gallois) est une ville du pays de Galles située dans le Blaenau Gwent, en Galles du Sud. Elle comptait 18 558 habitants au recensement de 2001. C'est la plus grande ville du Blaenau Gwent.

## Économie
Ville traditionnellement ouvrière, Ebbw Vale a été fortement touchée par la désindustrialisation. Le taux de chômage y avoisine les 40%.

## Politique
Les habitants d'Ebbw Vale ont voté à 62 % pour la sortie du Royaume-Uni de l'Union européenne lors du référendum de 2016 avec l'espoir de voir la situation économique de la région s’améliorer ; un espoir qui semble avoir été déçu.

## Géographie

### Situation
Située dans le county borough du Blaenau Gwent, Ebbw Vale se trouve à 32 km au nord de Cardiff et à 92 km au sud-est d'Aberystwyth, sur les bords d'une rivière portant le nom d'Ebbw. La ville se trouve au pied d'une colline dénommée le Mynnydd Carn-y-cefn (550 m). À proximité se trouvent les villes de Tredegar, à l'ouest, et Brynmawr, à l'est.

### Voies de communication
Ebbw Vale est desservie au nord par la voie rapide A465 appelée Heads of the Valley Road (route à trois voies).

### Administration
En 2010, Ebbw Vale est scindée en deux nouvelles communautés : Ebbw Vale North / Gogledd Glynebwy et Ebbw Vale South / De Glynebwy.